# Hugo Holmberger
Hugo Petrus Constans Holmberger, född 27 maj 1831 i Torpa församling, Östergötlands län, död 16 juli 1906 i Lofta församling, Kalmar län, var en svensk präst.

## Biografi
Hugo Holmberger föddes 1831 i Torpa församling. Han var son till kyrkoherden Lars Magnus Holmberger i Torpa församling. Holmberger blev höstterminen 1851 student vid Uppsala universitet och avlade 5 juni 1857 filosofie doktor. Han blev 1859 vikariernade lektor i matematik vid Linköpings gymnasium och prästvigdes 12 februari 1860. Holmbergeravlade 1861 pastoralexamen och blev 21 augusti 1863 kyrkoherde i Lofta församling. Han blev 25 maj 1881 kontraktsprost i Norra Tjusts kontrakt och utnämndes 1885 till ledamot av Nordstjärneorden. Holmberger avled 1906 i Lofta församling.

### Familj
Holmberger gifte sig 1861 med Karolina Johanna Loenbom, dotter till kyrkoherden Carl Johan Loenbom i Misterhults församling och Augusta Aurora Berg .